# Thüringer Energie Team

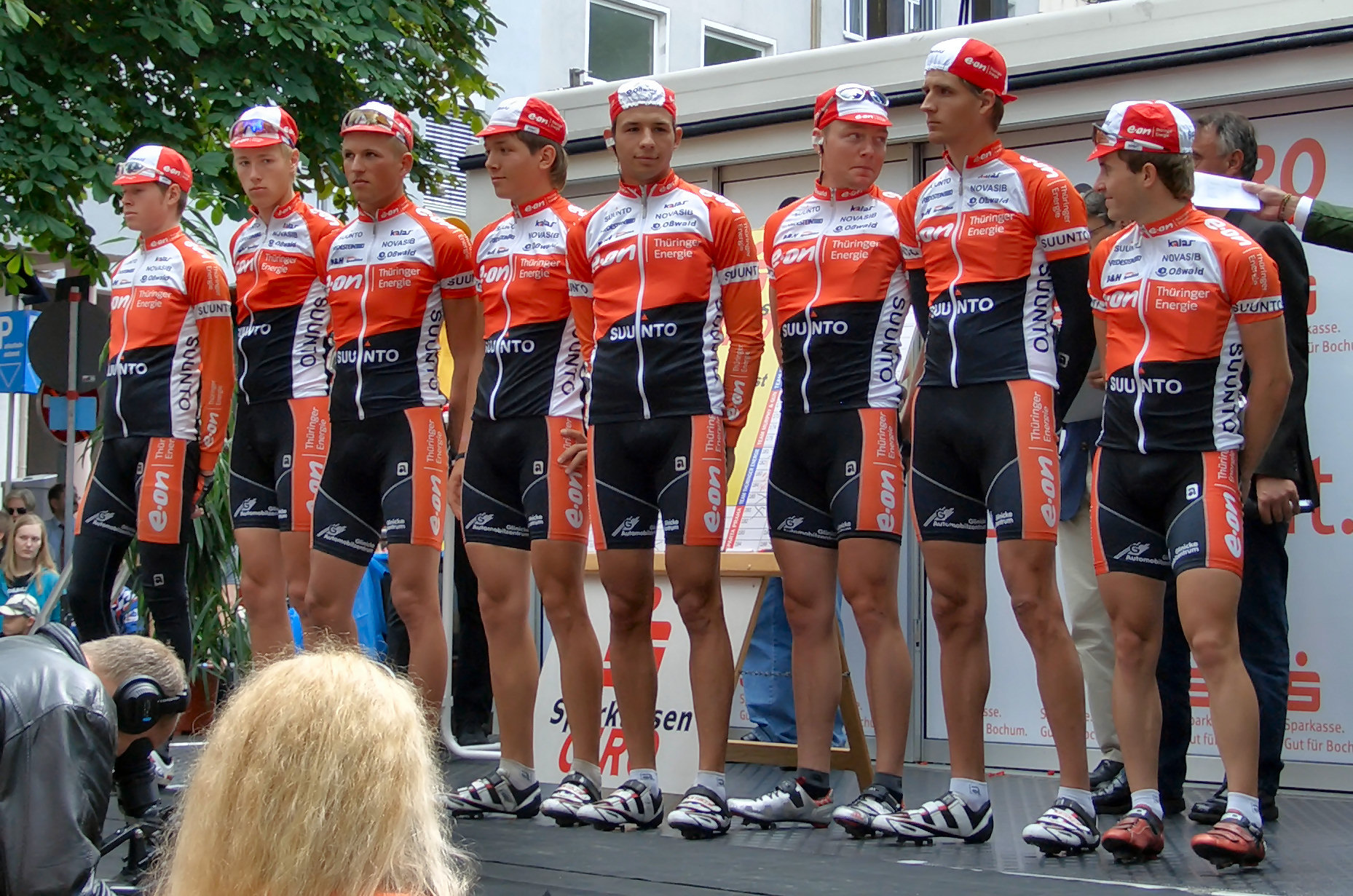
L'equip al 2006

El Thüringer Energie Team (codi UCI: TET) va ser un equip ciclista alemany, de ciclisme en ruta, que va competir de 2006 a 2013. Va tenir categoria continental.

## Principals resultats
- Volta a Turíngia: Tony Martin (2006), Patrick Gretsch (2008), John Degenkolb (2010)
- Mainfranken-Tour: Sebastian Schwager (2006), Sebastian May (2009)
- Völkermarkter Radsporttage: Nico Graf (2006)
- Coppa Città di Asti: Tony Martin (2007)
- FBD Insurance Rás: Tony Martin (2007)
- Memorial Davide Fardelli: Marcel Kittel (2008)
- Tour de Berlín: Jasha Sütterlin (2011)

### A les grans voltes
- Giro d'Itàlia
  - 0 participacions

- Tour de França
  - 0 participacions

- Volta a Espanya
  - 0 participacions

## Classificacions UCI
L'equip participà en les proves dels circuits continentals i principalment en les curses del calendari de l'UCI Europa Tour.
UCI Europa Tour
| Temporada | Classificació per equips | Millor ciclista en la classificació individual |
| --------- | ------------------------ | ---------------------------------------------- |
| 2006      | 69è                      | Tony Martin (191è)                             |
| 2007      | 49è                      | Tony Martin (52è)                              |
| 2008      | 56è                      | John Degenkolb (149è)                          |
| 2009      | 56è                      | Marcel Kittel (142è)                           |
| 2010      | 49è                      | John Degenkolb (69è)                           |
| 2011      | 70è                      | Jasha Sütterlin (254è)                         |
| 2012      | 93è                      | Ralf Matzka (372è)                             |
| 2013      | 88è                      | Jasha Sütterlin (223è)                         |

UCI Oceania Tour
| Temporada | Classificació per equips | Millor ciclista en la classificació individual |
| --------- | ------------------------ | ---------------------------------------------- |
| 2010      | 7è                       | John Degenkolb (8è)                            |
| 2013      | 9è                       | Alex Frame (38è)                               |